# Barbara Mamabolo
Barbara Mamabolo (Thornhill, 30 novembre 1985) è un'attrice canadese.

## Filmografia

### Cinema
- La profezia - Revelation (Revelation), regia di André van Heerden (1999)
- L'albero dei desideri (The Wishing Tree), regia di Ivan Passer (1999)
- Fast Food High, regia di Nisha Ganatra (2003)
- Quanto è difficile essere teenager! (Confessions of a Teenage Drama Queen), regia di Sara Sugarman (2004)
- 5ive Girls, regia di Warren P. Sonoda (2006)
- Suck, regia di Rob Stefaniuk (2009)

### Televisione
- Mentors – serie TV (1998)
- Falcone – serie TV, episodi 1x05-x1x08 (1998)
- Soul Food – serie TV, episodio 2x08 (2001)
- Relic Hunter – serie TV, episodio 3x05 (2001)
- The Zack Files – serie TV, episodi 2x10-2x11 (2001)
- A proposito di Eddie (Tru Confessions), regia di Paul Hoen – film TV (2002)
- Degrassi: The Next Generation – serie TV, episodio 2x07 (2002)
- Missing (1-800-Missing) – serie TV, episodio 1x14 (2003)
- L'undicesima ora (The Eleventh Hour) – serie TV, episodio 2x03 (2004)
- Zixx Level One – serie TV, 13 episodi (2004)
- Il sogno di Holly (Brave New Girl), regia di Bobby Roth – film TV (2004)
- Agente speciale Sue Thomas (Sue Thomas: F.B.Eye) – serie TV, episodio 3x02 (2004)
- Instant Star – serie TV, 15 episodi (2004-2006)
- Beautiful People – serie TV, 4 episodi (2005)
- Zixx: Level Two – serie TV, episodio 2x26 (2005)
- M.V.P. – serie TV, episodio 1x01 (2008)
- Zixx: Level Three – serie TV, 13 episodi (2009)
- The Listener – serie TV, episodio 1x07 (2009)
- Bob & Doug – serie TV, episodio 1x06 (2009)
- Flashpoint – serie TV, episodio 2x09 (2009)
- Originals – serie TV (2011)
- Oh No! It's an Alien Invasion – serie TV, 26 episodi (2013)
- State of Syn – serie TV, 5 episodi (2013)

### Doppiatrice
- Ruby Gloom – serie TV animata, 20 episodi (2006-2007)
- 6teen – serie TV, 7 episodi (2006-2008)
- Metaru faito Beibureedo – serie TV animata, 5 episodi (2009-2013)
- Arthur – serie TV animata, episodi 14x01-18x08 (2010-2015)
- A tutto reality - L'isola (Total Drama Island) – serie TV animata, 13 episodi (2012-2014)
- A tutto reality - La vendetta dell'isola (Total Drama: Revenge of the Island) – serie TV animata, 13 episodi (2012)
- A tutto reality - All-Stars – serie TV animata, 13 episodi (2013)
- Metarufaitobeiburedo Zero-G – serie TV animata, 6 episodi (2013)
- Mysticons – serie TV animata, episodio 2x03 (2018)
- Bakugan Battle Planet (バトルプラネット Bakugan Batoru Puranetto) – serie TV animata, 6 episodi (2019)
- Hero Elementary – serie TV animata, 4 episodi (2020-2021)

## Doppiatrici italiane
Nelle versioni in italiano delle opere in cui ha recitato, Barbara Mamabolo è stata doppiata da:
- Perla Liberatori in Quanto è difficile essere teenager!
- Letizia Ciampa in Instant Star
- Cristina Giachero in Beautiful People
- Eleonora Reti in 5ive Girls
- Laura Latini in Flashpoint

Da doppiatrice è sostituita da:
- Domitilla D'Amico in A tutto reality - La vendetta dell'isola, A tutto reality - All Stars
- Ilaria Giorgino in A tutto reality - L'isola: Il ritorno